# The Simpsons Cartoon Studio
The Simpsons Cartoon Studio is een animatiesoftware titel gebaseerd op de animatieserie The Simpsons. Het programma is uitgebracht voor Windows en Macintosh in 1996 door Fox Interactive.

## Achtergrond
Hoewel het vaak doorgaat voor een computerspel, is The Simpsons Cartoon Studio eigenlijk een programma voor het maken van kleine strips met personages, geluid, muziek en locaties uit de animatieserie. Het programma werd geleverd met honderden animaties van de personages uit de serie, en stelde spelers in staat om hun eigen strips te maken en die met anderen te delen.
De Cartoon Studio bevatte 50 special effects, 270 rekwisieten en 45 achtergronden. Het programma was gemaakt met meer dan 10,000 individuele cellen, handgetekend door de tekenaars van de animatieserie.
Het programma gebruikte een verbeterde versie van de interface uit Felix the Cat's Cartoon Toolbox. Een demoversie was beschikbaar op internet.